# 라시 비하리 보스

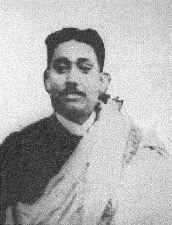
라쉬 비하리 보스

라쉬 비하리 보스(벵골어: রাসবিহারী বসু, 영어: Rash Behari Bose)는 인도 제국에 대항한 인도 혁명지도자이다.

## 같이 보기
- 인도-독일 음모